# Stenotarsus marginalis
Stenotarsus marginalis är en skalbaggsart som beskrevs av Gilbert John Arrow 1920. Stenotarsus marginalis ingår i släktet Stenotarsus och familjen svampbaggar. Inga underarter finns listade i Catalogue of Life.